# 캣 피플 (1942년 영화)
《캣 피플》(La marca de la pantera , Cat People)은 미국에서 제작된 자크 투르뇌 감독의 1942년 공포, 멜로/로맨스, 스릴러, 미스터리 영화이다. 시몬느 시몽 등이 주연으로 출연하였고 발 루튼 등이 제작에 참여하였다.

## 출연

### 주연
- 시몬느 시몽
- 켄트 스미스

### 조연
- 톰 콘웨이
- 제인 랜돌프
- 엘리자베스 러셀

## 기타
- 미술: 알버트 S. 다고스티노
- 미술: 월터 E. 켈러
- 의상: 레니